# 大理石蝴蝶
大理石蝴蝶（学名：Petrocosmea forrestii），为苦苣苔科石蝴蝶属下的一个种。

## 扩展阅读
維基物種上的相關：大理石蝴蝶